# Перес-Гомес, Альберто

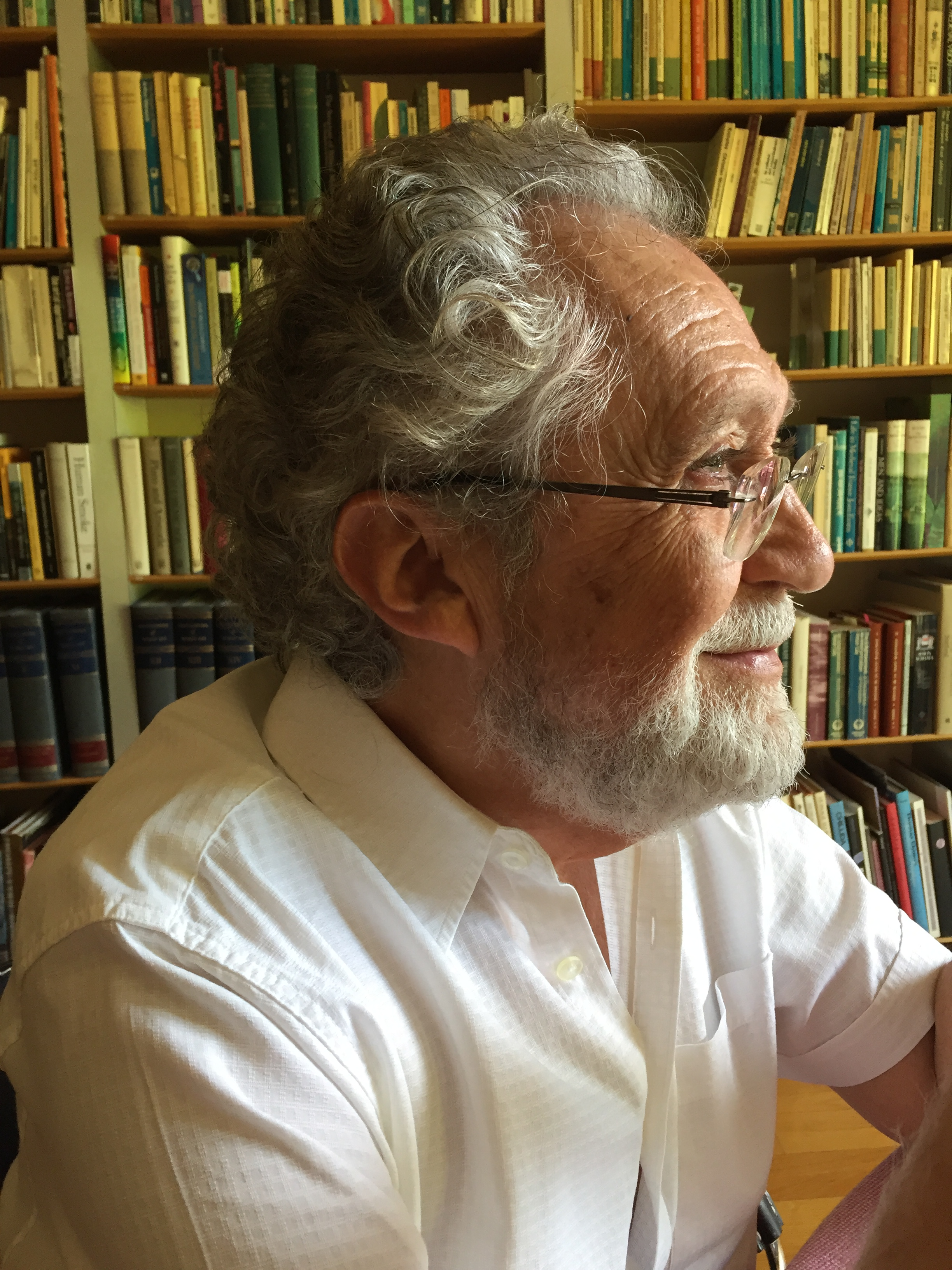
Альберто Перес-Гомес, июнь 2020 г.

Альбе́рто Пе́рес-Го́мес (исп. Alberto Pérez-Gómez, 24 декабря 1949, Мехико) — канадский историк и теоретик архитектуры мексиканского происхождения.

## Биография
Закончил Национальный политехнический институт в Мехико, учился в Корнеллском университете, а затем у Джозефа Рикверта в Эссекском университете, где получил степень магистра (1975) и доктора искусствоведения (1979). Читал курсы и выступал с лекциями в Хьюстоне, Торонто, Лондоне и др. В 1983—1986 — директор архитектурной школы Карлтонского университета. С 1987 ведет программу по истории и теории архитектуры в архитектурной школе университета Макгилла. В 1987 получил канадское гражданство, живёт и работает в Квебеке. Вместе со Стивеном Парселлом руководит изданием книжной серии CHORA: Intervals in the Philosophy of Architecture. Развивает феноменологический подход к архитектуре и градостроительству.

## Труды
- Architecture and the Crisis of Modern Science (1983, Премия Американского общества историков архитектуры) ISBN 0-262-16091-9
- Polyphilo, or, The Dark Forest Revisited: an Erotic Epiphany of Architecture (1992) ISBN 0-262-66090-3
- Architectural Representation and the Perspective Hinge (2003, в соавторстве с Луизой Пеллетье) ISBN 0-262-16169-9
- Anamorphosis (1997) ISBN 0-7735-1450-3
- Built upon Love: Architectural Longing after Ethics and Aesthetics (2006) ISBN 0-262-16238-5

## Публикации на русском языке
- Этика и поэтика в архитектуре, пер. А. Г. Раппапорта